# Framboisier
 (août 2022).
Si vous disposez d'ouvrages ou d'articles de référence ou si vous connaissez des sites web de qualité traitant du thème abordé ici, merci de compléter l'article en donnant les références utiles à sa vérifiabilité et en les liant à la section « Notes et références ».
Rubus idaeus
Pour les articles homonymes, voir Framboisier (homonymie).
Espèce
Classification phylogénétique
Statut de conservation UICN

 LC  : Préoccupation mineure

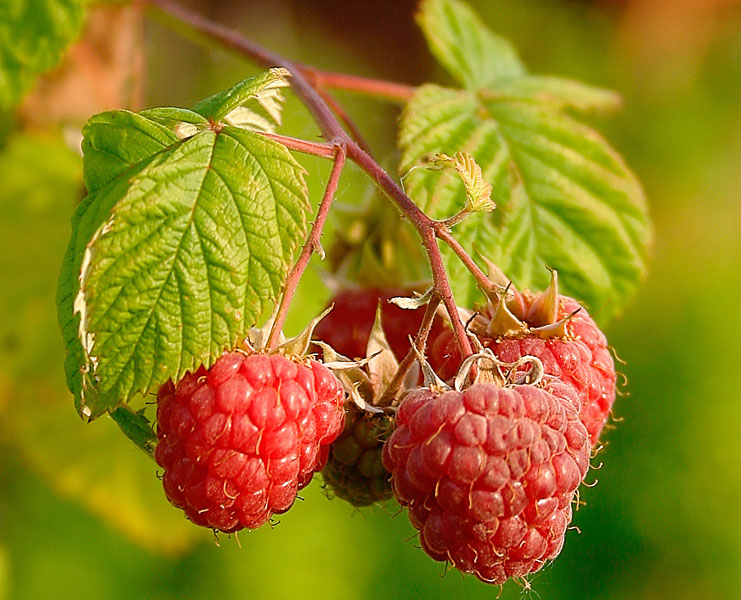
Fruits.

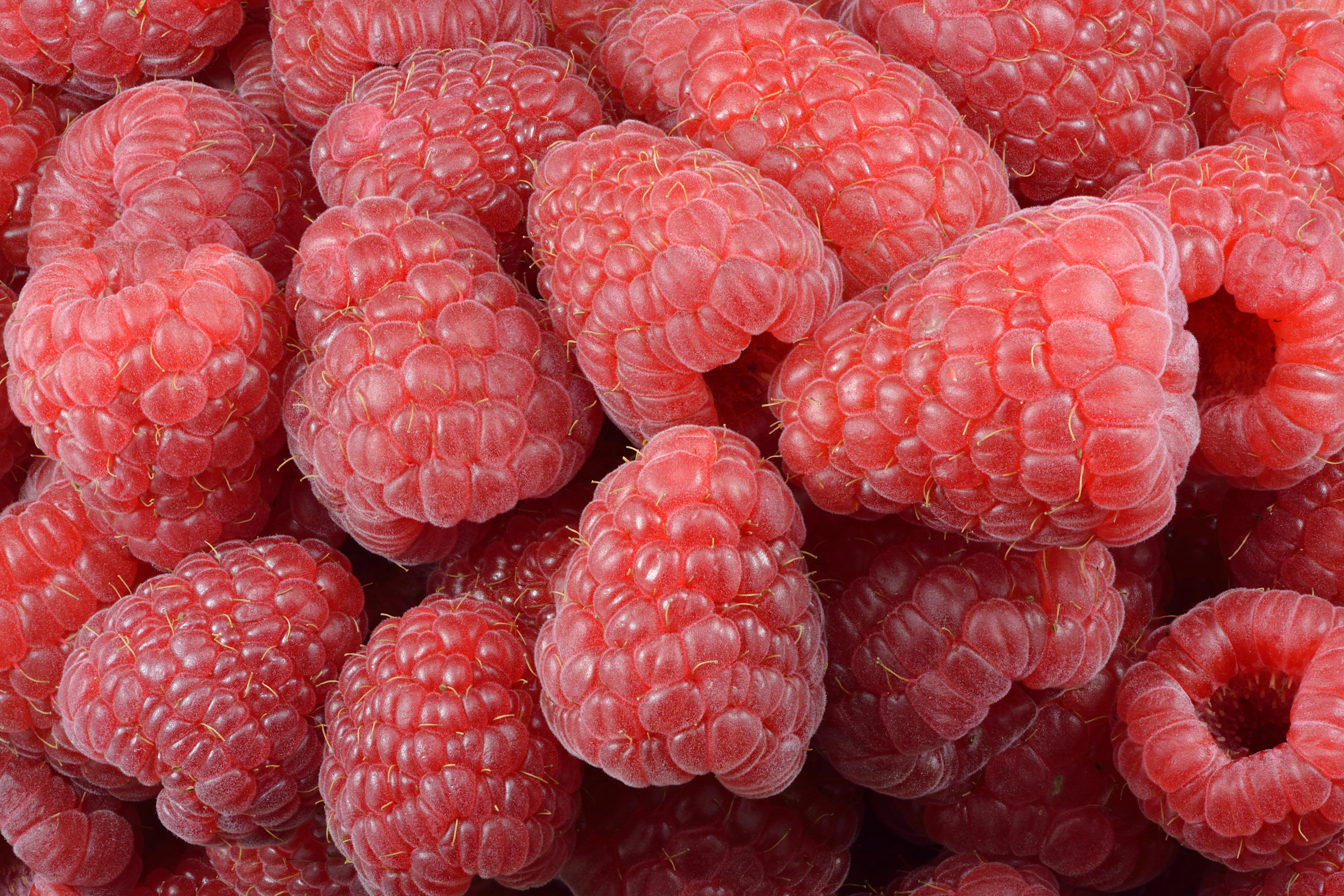
Fruits.

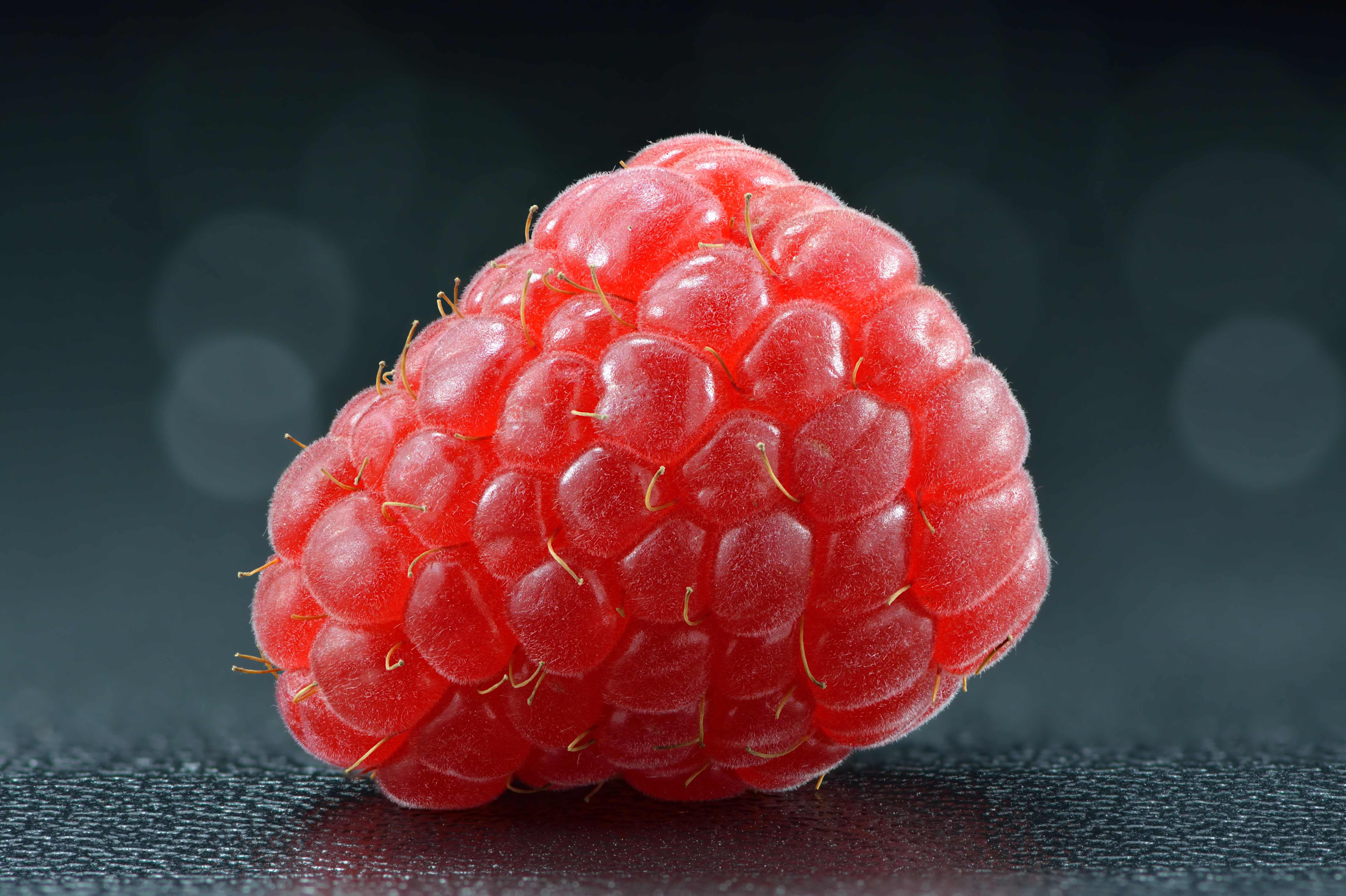
Fruit.

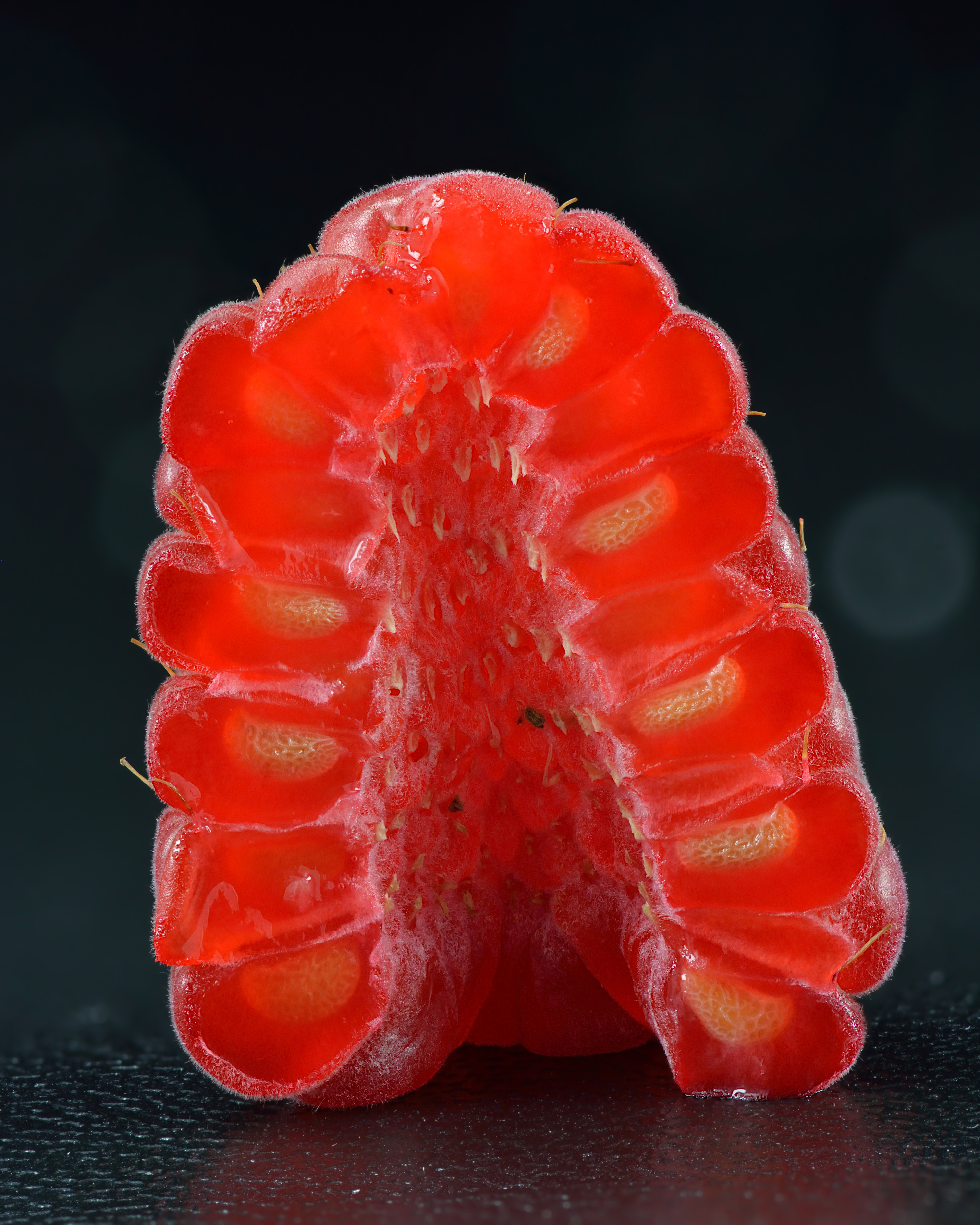

Le Framboisier (Rubus idaeus L., 1753, littéralement la Ronce du mont Ida) est une espèce de plantes à fleurs de la famille des Rosacées (tribu des Rubae). C'est un arbrisseau qui pousse, à l'état sauvage, de l'Europe à la Sibérie et est couramment cultivé pour ses petits fruits, les framboises.

## Description
Le framboisier est une plante vivace à tiges dressées, ligneuses de un à deux mètres. Ces tiges sont bisannuelles et meurent la deuxième année après fructification. La souche drageonnante, vivace, émet de nouvelles tiges chaque année. Les tiges sont armées de minuscules aiguillons peu piquants.
Les feuilles sont pennées, elles comportent trois à sept folioles dentées, les feuilles supérieures sont trifoliolées. Elles sont tomenteuses, blanchâtres sur leur face inférieure.
Les fleurs blanches sont réunies par groupes de cinq à dix. Le pistil est formé de nombreux carpelles libres entre eux.
Les fruits nommés framboises sont composés, formés d'un ensemble de petites drupes. Non adhérentes au cône du réceptacle, elles s'en détachent facilement à maturité. Cette non-adhérence est d'ailleurs un critère distinguant les framboisiers au sens large par rapport aux ronces dont le réceptacle reste sur le fruit.

### Composition de la framboise
La framboise crue contient 82 à 88 % d’eau. Pour 100 g de fruits elle contient 4 à 8 g de fibres, 5 à 11 g de glucides, moins de 2 g de lipides et 1 à 2 g de protéines. Elle apporte entre autres des minéraux et oligo-éléments, dont du manganèse (0,32 à 1,81 mg), des vitamines B9 (7 à 41 µg) et C (11 à 37 mg). De plus elle fournit des polyphénols à effets antioxydants (60 mg en moyenne).

## Mythologie
D'après la légende, la framboise proviendrait du mont Ida en Crète (à ne pas confondre avec le mont Ida de Turquie), où Zeus passa son enfance, élevé par la nymphe Ida (avec l'aide des Curètes et de la chèvre Amalthée). Cette dernière se serait écorchée au sein sur une épine de framboisier et son sang serait à l'origine de la couleur des framboises, qui étaient originellement blanches.

## Origine et distribution
Le framboisier est une espèce originaire d'Europe et d'Asie tempérée et froide, (de la Turquie à la Sibérie, à la Chine et au Japon). D'autres espèces de Rubus originaires d'Europe, d'Asie, ou d'Amérique sont très proches de Rubus idaeus et sont couramment appelés framboisiers [Lesquelles ?]. Son habitat naturel se situe surtout dans les sous-bois montagneux, généralement en dessous de 1 500 m, mais on la trouve aussi en plaine.

## Interactions écologiques

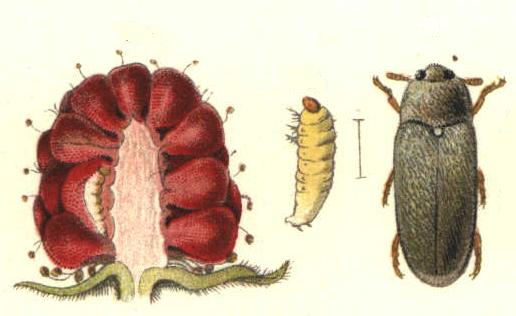
Byturus tomentosus.

### Milieux naturels
Le framboisier est présent dans les coupes rases et clairières pendant les périodes de recolonisation. Il participe aussi à des groupements temporaires qui évoluent en forêts en une vingtaine d'années.
Cinq à dix ans après une coupe de bois, de hêtres en particulier, des framboisiers poussent à cet emplacement et produisent des fruits pendant trois à quatre ans[réf. souhaitée].

### Faune associée
Le ver des framboises est la larve d'un petit coléoptère, Byturus tomentosus qui parasite les fruits, cependant ses dégâts sont très rares.
Les fruits peuvent aussi être atteints par la pourriture grise en périodes pluvieuses.
En règle générale les plus importants dégâts observés en culture sont dus aux sautes de climats, surtout lors des printemps froids qui endommagent les tissus, permettant alors à de micro-champignons pathogènes du sol d'infester tiges et racines. La meilleure protection revient à alimenter les plantations avec des engrais organiques favorisant la multiplication d'éléments vivants, bactéries aérobies et autres défenseurs microscopiques, en mesure d'exploiter la capacité des sols à renforcer le système immunitaire des plantes.
Les chenilles des lépidoptères suivants se nourrissent de framboisier :
- la Boarmie recourbée L., Alcis repandata (famille des Geometridae)[7],

- l'Écaille chinée, Euplagia quadripunctaria (famille des Erebidae),
- la Phalène de la ronce, Mesoleuca albicillata (famille des Geometridae),
- le Tacheté, Pyrgus malvae, (famille des Hesperiidae).

Une espèce de mouche, la cécidomyie Lasioptera rubi peut déposer ses œufs en mai sur les petites pousses, et provoquer l'apparition d'une grosse galle et de vers dans les fruits. Pour éviter cela on recommande de planter des plants de myosotis au pied des framboisiers. En effet, ceux-ci font fuir la mouche.
Dans son milieu naturel, on observe que le framboisier est souvent associé à d'autres plantes telles que le hêtre, le sorbier ou le sureau. Ces plantes ont en commun un certain nombre de champignons mycorhiziens, de parasites et de faune auxiliaire qui leur permettent de se soutenir mutuellement. Les framboisiers poussant dans ces conditions montrent souvent une meilleures résistance aux maladies. En culture, il est possible que l'épandage de BRF incluant ces essences puisse renforcer leur résistance[réf. nécessaire].

## Statuts de protection, menaces
A l'échelle mondiale, l'espèce a été évaluée en 2012 par l'UICN. Elle figure dans la « Liste rouge de l'UICN des espèces menacées » avec la mention « Préoccupation mineure ».
En Europe et en France elle est classée comme non préoccupante . En Suisse, Rubus Idaeus est présent et n'est pas menacé dans toutes les régions biogéographiques.

## Culture
Le framboisier est très cultivé et souvent naturalisé dans les pays tempérés.
Sa culture semble remonter à la fin du Moyen Âge.
Espèce rustique (Zone USDA 4), indifférente au terrain pourvu qu'il soit frais et bien drainé. Résiste bien au froid mais craint les fortes chaleurs et la sécheresse sauf quelques rares variétés adapté au climat méditerranéen ('Capitou', 'Gradina', 'Magnific Delbard', 'September').
Il se trouve mieux à mi-ombre qu'en plein soleil.
La production atteint son niveau normal la troisième année. La plantation peut durer plusieurs années, environ 10 ans.
Les framboisiers ne se taillent que pour supprimer le bois mort. Les tiges, appelées « canes », ou les parties de tiges qui ont produit ne fructifient qu’une seule fois, ensuite elles se dessèchent et meurent. Lorsqu'elles sèchent, elles prennent une couleur foncée, il faut alors les tailler au ras du sol ; cela s'appelle les « rabattre ». Les jeunes pousses vertes qui sont des drageons sont amenées à fructifier dans l'année. Elles doivent être conservées intactes, éventuellement épointées à 0,80 m ou 1 m.
La capacité de drageonnement, autrement dit le nombre de cannes apparaissant sur une touffe, est différente d'une variété à l'autre et peut augmenter avec l'ancienneté de l'implantation sur le terrain. Il n'est pas toujours souhaitable d'obtenir un grand nombre de cannes. Il vaut même mieux éclaircir les plus faibles au cours de l'hiver pour conserver une densité qui ne nuise pas à la qualité des fruits.
La récolte se fait lorsque les fruits sont bien mûrs. Ceux-ci ne se conservent pas et doivent être consommés ou transformés très rapidement.
Multiplication par séparation de drageons ou de morceaux de racines (en novembre) ou par bouture de pousses de l'année (en début d'été).
Parmi les plantes médicinales du jardin, la capucine près des framboisiers est efficace contre les pucerons, les pucerons lanigères, les chenilles, les limaces, les fourmis et les rongeurs. Elle empêche aussi le chiendent.

## Variétés
Les variétés de framboisiers se classent en deux groupes selon leur mode de floraison :
- Non-remontants dits aussi unifères ou de jours courts. Ils produisent une seule fois en juin-juillet sur les rameaux ayant poussé l'année précédente. La première année, les tiges sont feuillées mais non ramifiées. La deuxième année, les bourgeons axillaires donnent des pousses feuillées, terminées par une grappe pouvant fructifier. Après la fructification, les cannes se dessèchent. La taille de ces variétés s'effectue en août en coupant les cannes sèches.
- Remontants dits aussi bifères ou de jours longs. Ils produisent en automne (septembre-octobre) puis une seconde fois en juin-juillet. La première année, les tiges feuilles ne sont pas ramifiées mais se terminent par une grappe pouvant fructifier puis la partie supérieure se dessèche. La deuxième année, les bourgeons axillaires de la partie basse des tiges fructifient en début d’été puis les tiges se dessèchent entièrement. La taille consiste alors à couper l’extrémité desséchée des cannes d'un an et les cannes de deux ans complètement desséchées.
- Continus dits aussi de jours neutres. Ils produisent en continu de juillet jusqu'au premier gel. Ils peuvent être considérés comme une variante de remontants et la taille en est identique.

Les premiers sont préférés pour les plantations commerciales car la récolte est concentrée sur une courte période, les seconds conviennent bien aux jardins familiaux où la récolte peut être étalée dans le temps.

## Cueillette de framboises sauvages
La cueillette doit tenir compte des précautions légales, sanitaires et écologiques. En Suisse, l’« Ordonnance sur les parcs d’importance nationale » interdit de cueillir des plantes dans la zone centrale de ces parcs.

## Utilisation

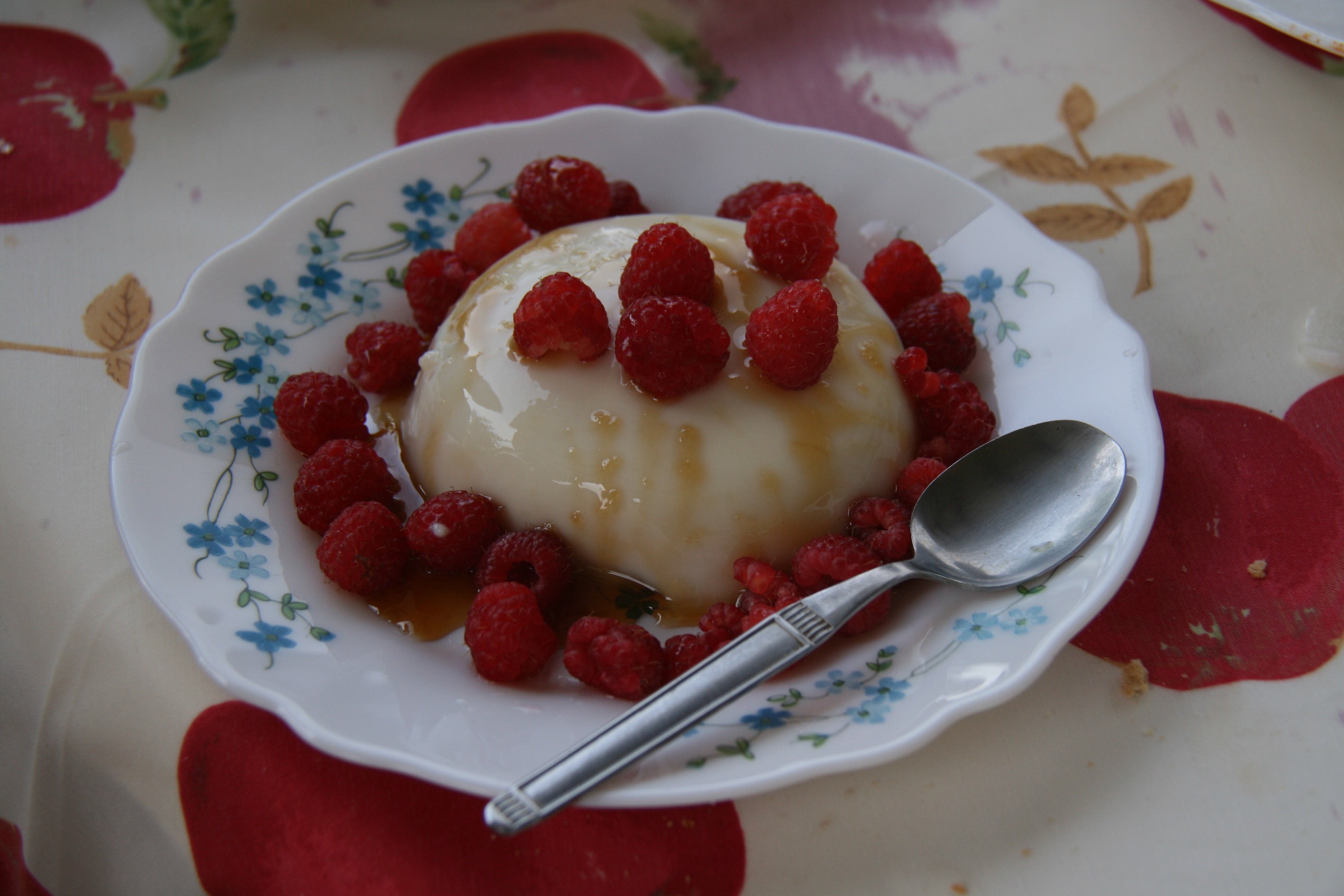
Dessert aux framboises avec fromage frais et miel

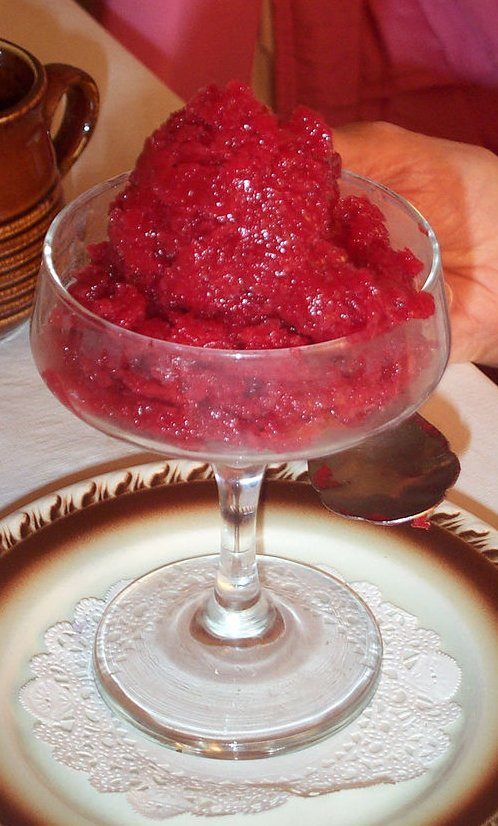
Sorbet à la framboise.

### Aliment
Les fruits frais, les framboises, se consomment nature, au sucre, en salade de fruits, ou donnent lieu à des transformations en confiture, gelée, sirops, coulis, glace... Ils peuvent se congeler.
Ces fruits contiennent surtout du lévulose et du fructose, et très peu de saccharose.
C'est une plante mellifère, très visitée par les abeilles.[réf. souhaitée]
Les feuilles en infusion sont utilisées en Europe comme substitut de thé sans alcaloïdes.

### Remède
Les autochtones d'Amérique utilisent les décoctions de ses racines contre la dysenterie.

## Aspects économiques
La production annuelle mondiale s'élève à environ 360 000 tonnes. La Russie est le premier producteur. Le Canada produit 12 000 tonnes et la France produit environ 7 000 tonnes commercialisées. La production réelle est cependant difficile à estimer étant donné l'importance des plantations familiales, principalement destinées à l'autoconsommation.